# Macrones brandoni
Macrones brandoni là một loài bọ cánh cứng trong họ Cerambycidae.